# Aleksandr Zaporożec
Aleksandr Iwanowicz Zaporożec (ros. Александр Иванович Запорожец, ur. 22 lipca?/3 sierpnia 1899 we wsi Cariowka w guberni jekaterynosławskiej, zm. 19 lutego 1959 w Moskwie) – radziecki polityk i wojskowy, zastępca ludowego komisarza obrony ZSRR (1940–1941), zastępca szefa Sztabu Generalnego Armii Czerwonej (1949–1951), generał porucznik.

## Życiorys
Z pochodzenia Ukrainiec. W 1918 wstąpił do Armii Czerwonej, a 1919 do RKP(b), był politrukiem kompanii, od 1920 komisarzem wojskowym pułku, następnie dywizji. Uczestniczył w wojnie domowej w Rosji, w 1920 skończył kursy polityczne Armii Czerwonej, a w 1935 kursy wyższej kadry politycznej przy Akademii Wojskowo-Politycznej im. Tołmaczowa. Od 2 stycznia 1936 komisarz brygadowy, w latach 1937–1938 członek Rady Wojskowej Instytutu Biotechnicznego, 10 lutego 1938 awansowany na komisarza dywizyjnego, w 1938 komisarz wojskowy Sztabu Generalnego Armii Czerwonej. Od 1938 do 6 września 1940 członek Rady Wojskowej Moskiewskiego Okręgu Wojskowego, 9 lutego 1939 mianowany komisarzem korpuśnym, od 6 września 1940 do 21 czerwca 1941 zastępca ludowego komisarza obrony ZSRR i zastępca szefa Sztabu Generalnego ZSRR, 22 lutego 1941 awansowany na komisarza armijnego. Od 20 lutego 1941 do 5 października 1941 zastępca członka KC WKP(b), od 21 czerwca do grudnia 1941 członek Rady Wojennej Frontu Południowego, od 17 grudnia 1941 do 23 kwietnia 1942 członek Rady Wojennej Frontu Wołchowskiego, od czerwca do października 1942 ponownie członek Rady Wojskowej Frontu Wołchowskiego. Od października 1942 członek Rady Wojennej 60 Armii, od października 1943 do lutego 1944 członek Rady Wojennej 63 Armii Frontu Centralnego, od 6 grudnia 1942 generał porucznik, od lutego 1944 kolejno członek Rady Wojennej Frontu Północno-Kaukaskiego, członek Rady Wojskowej Dońskiego Okręgu Wojskowego, zastępca dowódcy wojsk Leningradzkiego Okręgu Wojskowego i szef Wydziału Politycznego Akademii Wojskowo-Inżynieryjnej Armii Radzieckiej. Od 1956 w rezerwie.
Pochowany na Cmentarzu Nowodziewiczym.

## Odznaczenia
- Order Lenina (dwukrotnie)
- Order Czerwonego Sztandaru (czterokrotnie, m.in. 22 lutego 1938)
- Order Wojny Ojczyźnianej I klasy

I medale.